# السعي وراء الهدف
السعي وراء الهدف هو عملية محاولة تحقيق النتيجة المستقبلية المنشودة. يتبع هذا بشكل عام تحديد الهدف، وعملية تكوين هذه الرغبات.

## تعريف
حدد جولويتزر وبراندستاتر (1997) أربع مراحل من السعي وراء الهدف
- مسبق (تحديد التفضيلات بين الرغبات والرغبات المتوافقة).
- قبل العملية (تشجيع بدء الإجراءات الموجهة نحو الهدف).
- فعلية (جلب الإجراءات الموجهة نحو الهدف إلى نهاية ناجحة).
- بعد النشاط (تقييم ما تم تحقيقه مقارنة بما هو مرغوب).

## ابحاث
تلقي هذه المقالة نظرة عامة على الأدبيات المتعلقة بالتحفيز والمثابرة على تحقيق هدف بمجرد بدء أنشطة الهدف (أي المرحلة الفعلية)، مع تطبيقات محددة في مجال التسويق وسلوك المستهلك.

### فرضية انحدار الهدف
تقدم الهدف هو مقياس للتقدم نحو تحقيق الهدف. غالبًا ما تؤثر تصورات التقدم على الدافع البشري لمتابعة تحقيق هدف ما. كلارك ليونارد هل (1932، 1934) فرضية تدرج الهدف، والتي تفترض أن الدافع لتحقيق هدف ما يزيد بشكل رتيب من حالة بدء الهدف إلى حالة نهاية الهدف. كلارك ليونارد هل فرضية التدرج الهدف عند مراقبة الفئران وهي تتسابق للحصول على مكافأة غذائية (هال، 1932). باستخدام المستشعرات لتقييم حركة الفئران، لاحظ هال أن مستوى جهد الفئران يزداد مع انخفاض المسافة القريبة من المكافأة الغذائية. تم استخدام فرضية التدرج الهدف للتنبؤ بالسلوك البشري عند السعي وراء هدف.
بتطبيق فرضية التدرج الهدف لتحليل مكافآت المستهلك أو برامج الولاء، طور باحثو التسويق تأثير التقدم الموهوب وتأثير التقدم الوهمي. أولاً ، طور نونيس ودريز (2006) تأثير التقدم الممنوح، والذي يفترض أن منح المستهلك قدرًا من التقدم المصطنع نحو هدف معين يمكن أن يؤدي لاحقًا إلى زيادة دافع المستهلك لإكمال الهدف، مما يؤدي إلى مستويات أسرع وأعلى من تحقيق الهدف مقارنة بالمستهلكين الذين لم يتلقوا وقفًا. كما هو مطبق على المكافآت أو برامج الولاء، تبين أن المستهلكين الذين حصلوا على تقدم موهوب لديهم احتمالية أكبر لاسترداد المكافأة مقارنةً بمن لم يتم منحهم، وقد أكملوا مهمة المكافأة بسرعة أكبر من غير الممنوحين.